# RaHoWa
RaHoWa was een Canadese hatecoreband van George Burdi, ook wel bekend als George Eric Hawthorne. RaHoWa is een acroniem voor Racial Holy War (vert.: Heilige Rassenoorlog) in het boek White Power van George Lincoln Rockwell.
Hawthorne had in zijn jeugdjaren geen racistische of rechtse opvoeding gehad, maar werd dit na het lezen van het boek. De band hield op toen Hawthorne gearresteerd werd na een racistische vechtpartij. Na zijn vrijlating zegde hij het extreemrechtse gedachtegoed vaarwel en richtte hij de spirituele new-age-band Novacosm op. In die groep speelt hij tegenwoordig onder zijn echte naam, George Burdi.

## Discografie
RaHoWa bracht twee cd's uit. De eerste cd, 'Declaration of War' bevat typische hatecore: agressief en inhoudelijk eenzijdig en extreemrechts. RaHoWa onderging een metamorfose met de tweede cd 'Cult of the Holy War'. Deze bevatte een mengeling aan akoestische ballades, metal en poëzie, alles met extreemrechtse teksten. Van deze cd zijn wereldwijd (ondergronds) duizenden exemplaren verkocht, wat opmerkelijk is voor een hatecoreband.